# Neoplocaederus viridescens
Neoplocaederus viridescens là một loài bọ cánh cứng trong họ Cerambycidae.